# Arne Gallis
Arne Gallis, född 29 november 1908 i Andebu, död 31 januari 1997, var en norsk slavist.
Gallis blev filosofie doktor 1947. Han var förste bibliotekarie vid Universitetsbiblioteket i Oslo 1951–1957 och utnämndes till docent i slaviska språk vid Universitetet i Oslo 1957. Han tjänstgjorde som professor vid detta lärosäte från 1967 till 1975.
Gallis intresserade sig särskilt för de slaviska språkens syntax. Dessutom publicerade han flera bibliografiska verk, bland annat det fjärde bandet av Nynorsk bokliste for tidsrommet 1926–1935 (1942), Jugoslavia-Norge, en bibliografi (1953) och Slavistikkens historie i Norge (1982, tillsammans med Erik Egeberg). Han var därtill verksam som översättare och skrev Andebu bygdebok (3 band, 1975–1983) och självbiografin Fra Vestfold til Balkan (1991).